# Tuol Kork
Tuol Kork es uno de los doce distritos que forman la provincia camboyana de Nom Pen, con una población estimada en marzo de 2008 de 171 200 habitantes. Está dividido en las siguientes  comunas (khum), que se muestran asimismo con población estimada de 2008:
- Boeng Kak Muoy 15,147
- Boeng Kak Pir 29,171
- Boeng Salang 29,935
- Phsar Daeum Kor 14,542
- Phsar Depou Bei 8,254
- Phsar Depou Muoy 10,659
- Phsar Depou Pir 11,008
- Tuek L'ak Bei 25,869
- Tuek L'ak Muoy 13,493
- Tuek L'ak Pir 13,122[1]